# Carlos Lima
Luiz Carlos do Rego Lima (Rio de Janeiro, 4 de setembro de 1945), é um poeta, tradutor, ensaísta e articulista brasileiro. Também é professor de Introdução à Cultura Brasileira e Literatura Brasileira do Instituto de Letras da UERJ.

## Biografia
Carlos Lima é um dos poetas da chamada Geração de 70 da poesia brasileira. Foi editor de 1978 a 1986 de Alguma Poesia, junto com Moacyr Félix e Márcio Schiavo. Vieram à luz dois números no formato de revista e três no formato de jornal. O objetivo foi divulgar a poesia brasileira e também alguns nomes da poesia latino-americana. Houve até uma antologia da poesia cubana, como também de poetas europeus, entre os quais, Dylan Thomas, Pier Paolo Pasolini e Cesare Pavese. Foram ainda publicadas traduções dos poemas de Friedrich Hölderlin e Novalis.
Foi o pioneiro na gravação de mais de trinta poetas, entre os quais, Afonso Henriques Neto, Ana Cristina César, Angela Melim, Armando Freitas Filho, Ivan Junqueira, Lélia Coelho Frota, Octávio Mora, Olga Savary, Ronaldo Periassu, entre outros.
Graças a essa preciosa iniciativa, João Moreira Salles pôde utilizar a gravação dos poemas de Ana Cristina César para o filme Poesia é uma ou duas linhas e por trás uma imensa paisagem, o único registro que havia com a sua voz.
Destacado quadro  da universidade carioca, Carlos Lima é responsável por vários encontros destinados à discussão do fazer poético naquele espaço universitário. Organizou, juntamente com os poetas Angela Melim e Renato Casimiro, a antologia Os Arcos e a Lira (Oficina de Poesia Mário Faustino, Letras / UERJ, 1998).
Com o livro Anatomia da melancolia ganhou o prêmio de poesia Revelação-1982 da Associação Paulista de Críticos de Arte (APCA).
O autor lançou a 13 de outubro de 2008 seu novo livro Genealogia da Dialética da Utopia.

## Obras

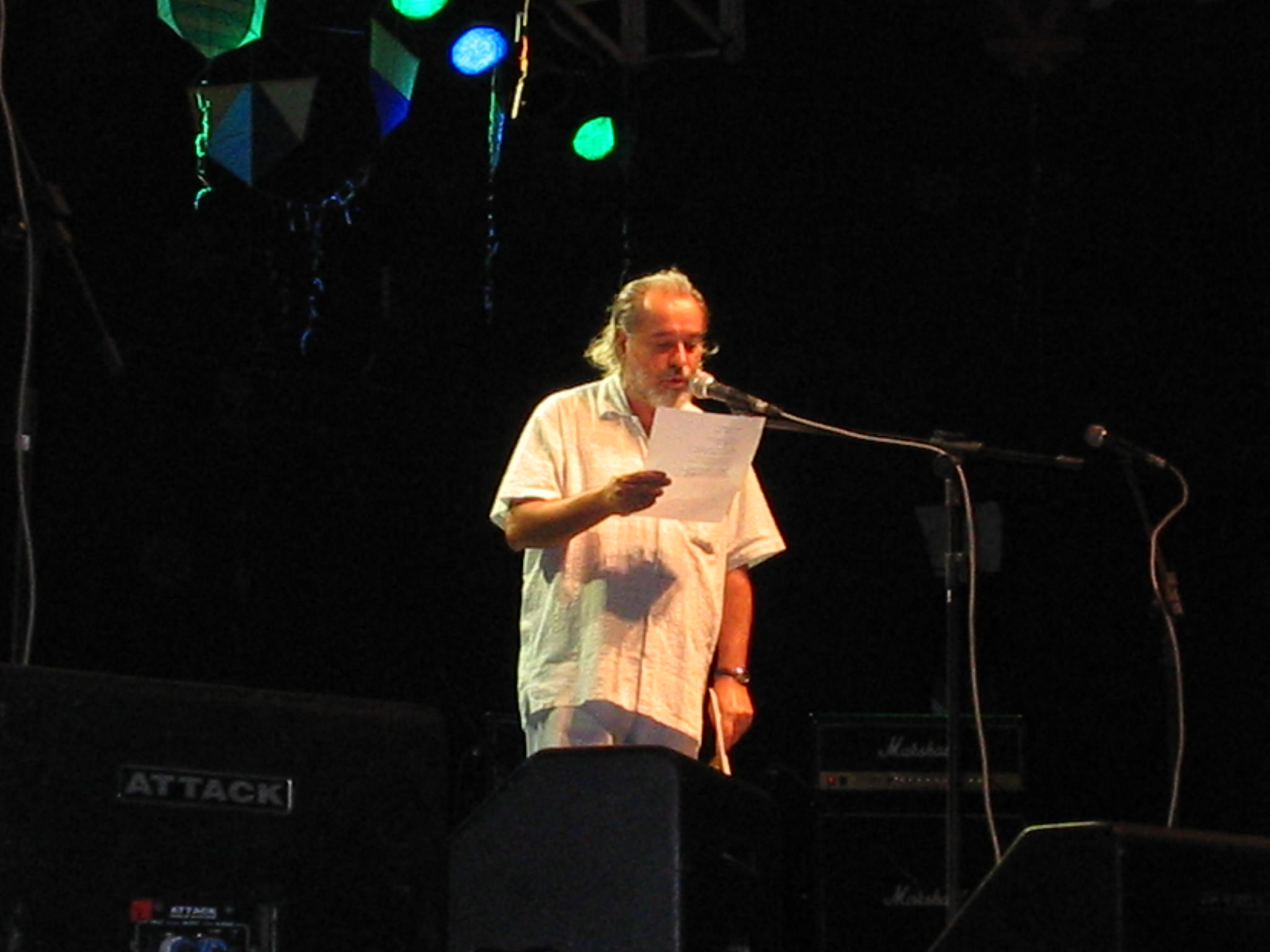
Carlos Lima lendo seus poemas no Circo Voador/2005.

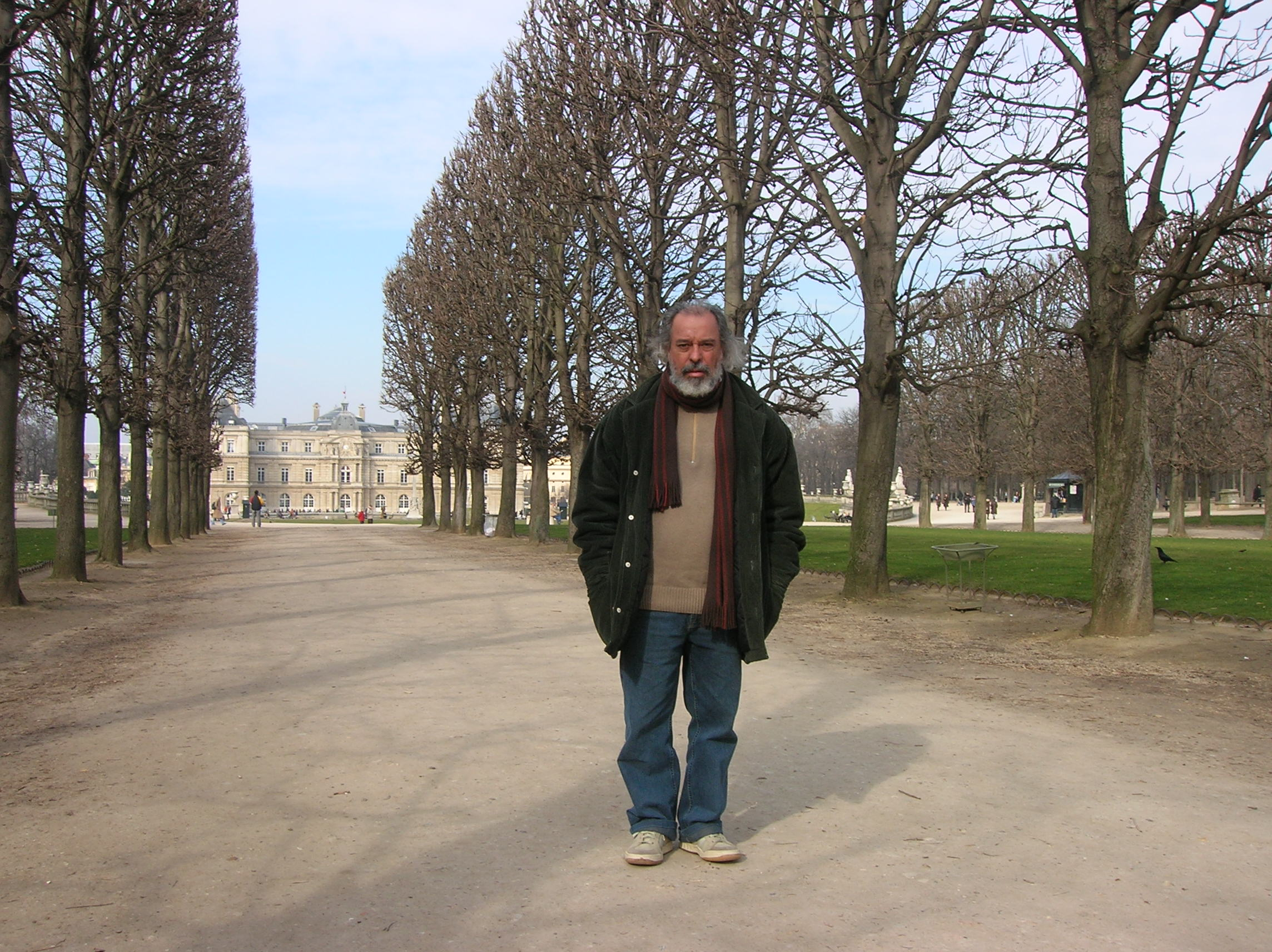
Carlos Lima em Paris/2006.

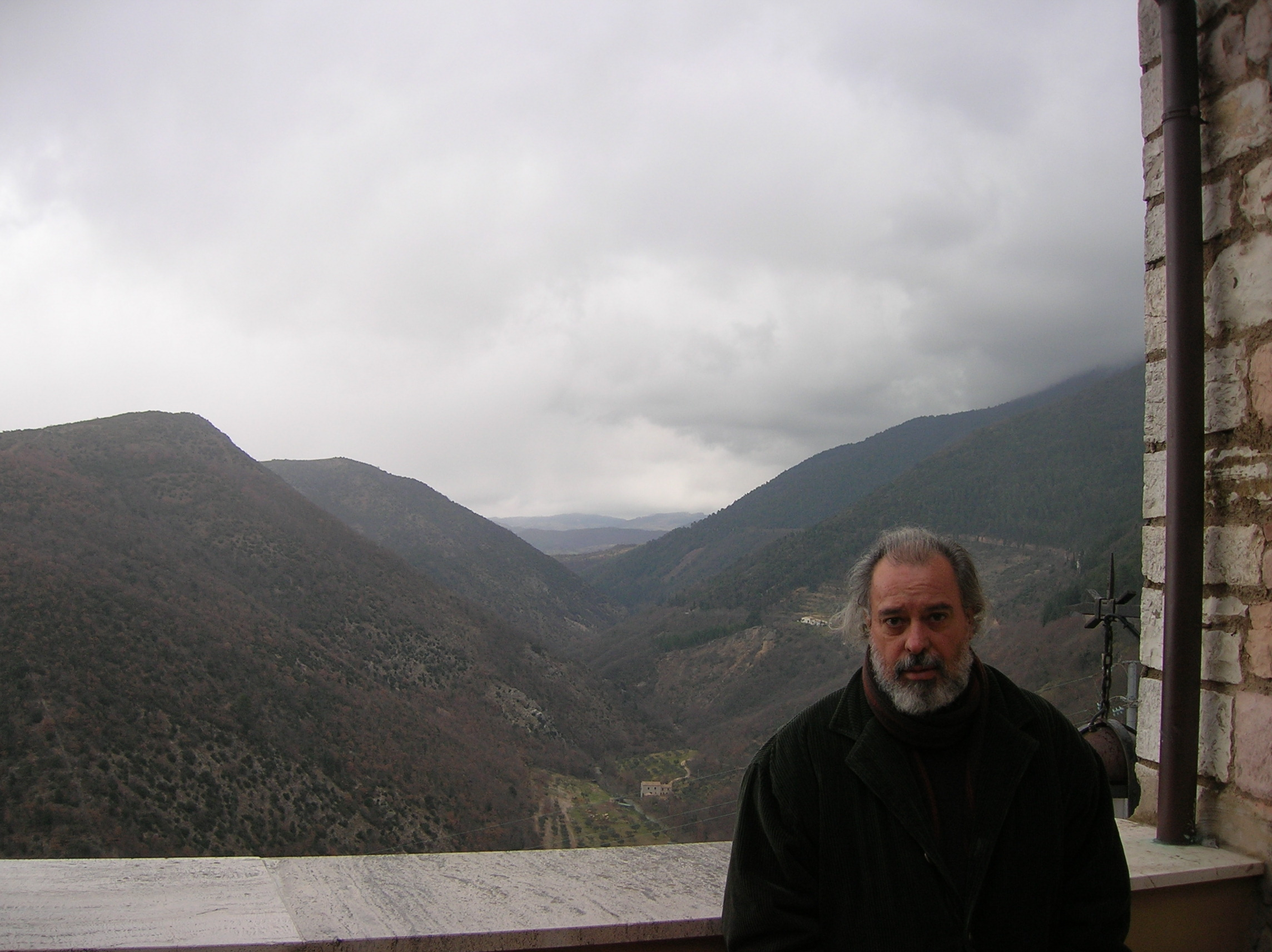
Carlos Lima em Assis/2006.

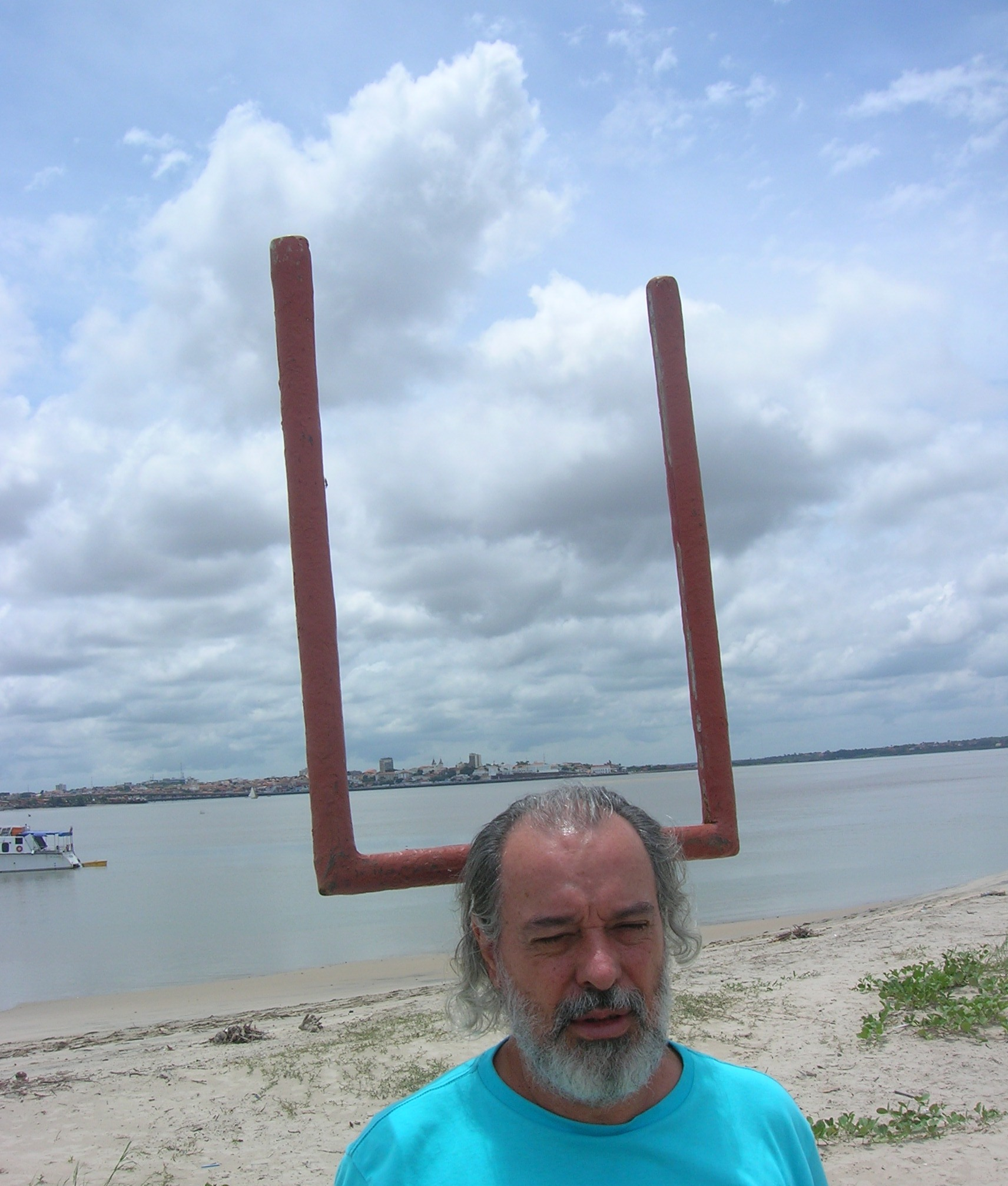
Carlos Lima em São Luís do Maranhão/2008.

- 1977 Cantos órficos, poesia, Ed. Mimeo
- 1982 Anatomia da melancolia, poesia, Ed. Civilização Brasileira
- 1988 Terra, poesia, Ed. Europa
- 1992 Poemas esquerdos, poesia, Eduerj
- 1993 Rimbaud no Brasil, crítica, Eduerj-Comunicarte
- 2007 Phosporos, poesia, Ed. Comunicarte
- 2008 Genealogia Dialética da Utopia, ensaio, Ed. Contraponto

## Poesia
- Lady Nix
- a Octavio Antunes
- "mas o homem habita sempre
- poeticamente a terra" (Hölderlin)
- Deusa da Noite
- Filha do Caos, Mãe do Dia
- do Sono, da Ternura e do Sonho
- por teus olhos Vésper despertou
- a grande noite das palavras na metáfora do silêncio
- o Filho do Trovão no Patíbulo de Patmos
- nos legou o Verbo da Revelação
- depois das Sete Cartas, depois dos Sete Selos
- depois das Sete Trombetas, depois das Quatro vozes
- depois dos Sete Flagelos e da Derrota da Grande Meretriz da História
- o Novo Céu e a Nova Terra desabrochará
- cercada de jaspe, ouro, safira, calcedônia,
- esmeralda, sardônio, crisólito, berilo,
- topázio, crisópraso, jacinto e ametista
- com portas de doze pérolas que não se fecharão jamais
- e não serão contaminadas pela abominação da mentira capitalista
- o Rio da Água da Vida
- margeia esta terra onde floresce a Árvore da Vida.
- O Filho do Trovão no Patíbulo de Patmos
- ele era o Factótum dos Fantasmas Futuros
- o hóspede do sol do grande meio-dia
- um Deus estava próximo e nossos corpos
- banhados na metamorfose da manhã da sua luz
- Ressuscitava com a Palavra os mais amados
- todos estavam vivos e eu era por isso o mais feliz
- agora a morte a teus pés agoniza
- seu passo acorrenta a órbita dos astros
- detém O Tempo Novo na Morada da Fábula do Ser
- e o dia na face da beleza desliza.
- (Homenagem a Octavio Antunes, uma das vítimas do acidente do Voo Air France 447 e amigo pessoal do escritor).

## Prêmios
| Ano  | Competição        | Cidade    | Livro                  | Organização                                     | Colocação |
| ---- | ----------------- | --------- | ---------------------- | ----------------------------------------------- | --------- |
| 1982 | Revelação de 1982 | São Paulo | Anatomia da melancolia | Associação Paulista dos Críticos de Arte (APCA) | Vencedor  |